# Вода за слонове
„Вода за слонове“ (на английски: Water for Elephants) е американска романтична драма от 2011 г. на режисьора Франсис Лорънс, адаптация на едноименния роман на Сара Груън. Във филма участват Рийз Уидърспун, Робърт Патинсън и Кристоф Валц.
Филмът е пуснат в Съединените щати на 22 април 2011 г. и получава противоречиви отзиви от критиката, като печели 117 млн. долара в световен мащаб при бюджет от 38 млн. долара.